# 海馬村
海馬村（かいばむら）は、日本の領有下において樺太に存在した村（指定町村）。海馬島からなる。終戦直後にソ連軍が上陸した際、略奪、暴行を恐れた全戸が島より脱出した。東部の北古丹地区に村役場があった。

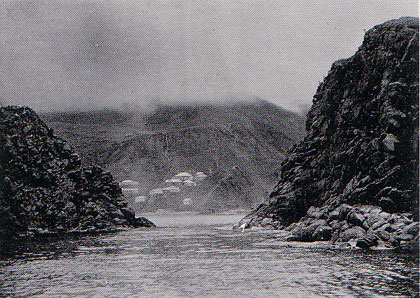
海馬島東岸、沖の島から眺めた北古丹の集落

現状に関してはサハリン州の項目を参照。

## 歴史
- 1915年（大正4年）6月26日 - 「樺太ノ郡町村編制ニ関スル件」（大正4年勅令第101号）の施行により行政区画として発足。本斗郡に所属し、真岡支庁本斗出張所が管轄。
- 1922年（大正11年）10月 - 管轄支庁が本斗支庁に変更。
- 1941年（昭和16年）4月1日 - 他村に遅れて樺太町村制を施行し、二級町村となる。
- 1942年（昭和17年）11月 - 管轄支庁が真岡支庁に変更。
- 1943年（昭和18年）4月1日
  - 「樺太ニ施行スル法律ノ特例ニ関スル件」（大正9年勅令第124号）が廃止され、内地編入。
  - 指定町村となる。
- 1945年（昭和20年）8月22日 - ソビエト連邦により占拠される。
- 1949年（昭和24年）6月1日 - 国家行政組織法の施行のため法的に樺太庁が廃止。同日海馬村廃止。

## 村内の地名
| 大字「鷗澤（通称：一區）」 - 長浜（ながはま） - 鴎沢（かもめざわ） - 磯浦（いそうら） - 大沢（おおさわ） - 望楼下（ぼうろうした） 大字「古丹（通称：二區）」 - 北古丹（きたこたん。通称：中央） - 南古丹（みなみこたん） - 宇須（うす） - 南宇須（みなみうす） 大字「泊皿（通称：三區）」 - 泊皿（とまりざら） - 東泊皿（ひがしとまりざら） - 西浜（にしはま） - 海馬浜（とどはま） |

（）

## 地域

### 教育
以下の学校一覧は1945年（昭和20年）4月1日現在のもの。
- 樺太公立海馬第一国民学校
- 樺太公立海馬第二国民学校